# Kate DiCamillo
Kate DiCamillo, född 25 mars 1964 i Philadelphia, Pennsylvania, är en amerikansk författare .